# The 8-Bit Guy
David Murray (nascido em 1975), comumente conhecido como The 8-Bit Guy, é um entusiasta americano da retrocomputação e desenvolvedor de videogame que administra um canal no YouTube com o mesmo nome.

## História
Murray lançou seu canal no YouTube em 2006 com o nome de usuário adric22. Ele trabalhou no reparo e reforma de laptops iBook G3 e G4 e mais tarde em MacBooks, comprando-os e vendendo-os no eBay e, posteriormente, em seu próprio site. Ele se autodenominava iBook Guy. Ele fez vídeos para mostrar como conserta alguns equipamentos, mas ganhava a vida com os próprios consertos e também com as revendas. Em 2011, ele encerrou seu negócio de reparos. 
Cinco meses depois de criar seu canal, David e seu irmão criaram um canal chamado MyPCHelp, que carregava principalmente tutoriais de computador para qualquer pessoa entender. 
Murray percebeu que seus vídeos gerais sobre computação estavam atraindo mais inscritos.  Em 2015, ele renomeou seu canal principal para "The 8-Bit Guy" e se concentrou em retrocomputação. Ele diz que um episódio médio leva cerca de 15 horas para ser produzido. 
Murray administrou vários canais diferentes no YouTube com tópicos como instrumentos de teclado da década de 1980, coleta de moedas e armas de ar comprimido, embora os dois últimos não tivessem tanta popularidade quanto seus vídeos de retrocomputação, então ele parou de enviar vídeos para eles.  
Murray estava insatisfeito com seu estúdio de filmagem doméstico, há muito usado, então, em 2020, ele começou a construir um pequeno prédio em seu quintal que abrigaria seu novo estúdio. Em 2021, o novo estúdio foi concluído e se tornou o principal local de filmagem de Murray.
Em 2 de janeiro de 2024, após dois anos de queda de visualizações e receitas, David anunciou que será forçado a mudar o foco do YouTube para o projeto X16 e um emprego que conseguiu em um fliperama local em Bedford, TX.

## Conteúdo
O canal é conhecido por seus vídeos sobre restauração de computadores antigos, e demonstração de tecnologia antiga. Murray também desenvolveu videogames projetados para rodar em computadores antigos, incluindo Planet X1 para VIC-20, Planet X2 para Commodore 64, Planet X3 para MS-DOS e Attack of the PETSCII Robots para o Commodore PET (que desde então foi portado para muitas outras plataformas, incluindo VIC-20, Commodore 64, Commodore 128, Amiga, Apple II, ZX Spectrum, Atari de 8 bits, MS-DOS, NES, SNES e Sega Genesis ). Ele demonstrou o desenvolvimento desses jogos em seu canal no YouTube. Além disso, ele desenvolveu o PETDraw para vários computadores Commodore, um software de desenho pseudo-raster usando PETSCII. Além disso, Murray está trabalhando no Commander X16, um computador de 8 bits inspirado no Commodore 64, feito com peças modernas prontas para uso (embora com alguns novos chips antigos, como o YM2151). Murray também é apaixonado por carros elétricos, e já publicou vídeos sobre eles em seu canal.
Murray também é co-apresentador do podcast GeekBits ao lado de seu irmão Mike Murray e do amigo Craig Bowes.

## Vida pessoal
Murray mora no metropex de Dallas – Fort Worth, no Texas. Ele mora em sua casa atual em Kennedale desde meados da década de 1990. Antes da aquisição, ele trabalhava para a Mouser Eletronics até 1995 quando trabalhou para AST Research de 1996 para 1999 como especialista em suporte técnico. Seu primo em segundo grau era o músico Dimebag Darrell.